# Macrosolen surigaoensis
Macrosolen surigaoensis är en tvåhjärtbladig växtart som beskrevs av Danser. Macrosolen surigaoensis ingår i släktet Macrosolen och familjen Loranthaceae. Inga underarter finns listade i Catalogue of Life.